# 奇跡のレッスン
『奇跡のレッスン』（きせきのレッスン）は、NHK BS1で随時放送されているドキュメンタリー番組である。
世界のトップアスリートや芸術家たちを輩出した指導者が、将来を担う日本国内の少年少女たちを1週間にわたって指導・特訓。彼らが子供たちに技術向上のノウハウを教えるのみならず、心の変化までももたらす模様を放送している。当初はスポーツ選手への指導を行う回が続いたが、放送を重ねるにつれ合唱や吹奏楽といった芸術分野への指導も行われるようになっている。